# Uptown Special
Uptown Special è il quarto album in studio del produttore discografico e cantante britannico Mark Ronson.
L'album è stato pubblicato il 13 gennaio 2015 negli Stati Uniti d'America e il 19 gennaio 2015 nel Regno Unito.

## Il disco
Nel 2015 esce Uptown Special, inciso con l'aiuto di Bruno Mars e Jeff Bhasker, in collaborazione con artisti come Stevie Wonder, Mystikal, Kevin Parker, e gli stessi Bruno Mars e Jeff Bhasker.
La colonna portante dell'album è la canzone coprodotta e cantata interamente da Bruno Mars, ovvero Uptown Funk, la canzone ha avuto un incredibile successo commerciale raggiungendo la vetta della classifica in 68 paesi, tra cui Stati Uniti, Regno Unito, Italia, Francia, Canada, Australia, Messico e Spagna, vendendo oltre 14,6 milioni di copie, diventando il singolo più venduto del 2015 e uno dei più venduti nel mondo. Negli Stati Uniti d'America Uptown Funk è il secondo singolo della storia sia per il numero delle vendite con 9 milioni di copie sia per la longevità in vetta alla Billboard Hot 100 con 14 settimane. Il brano ha vinto anche i Brit Awards come "Canzone dell'anno" e il video su YouTube ha raggiunto un miliardo di visualizzazioni il 15 settembre 2015, diventando uno dei video più visti di tutti i tempi.

## Successo commerciale
L'album debuttò alla quinta posizione negli Stati Uniti d'America, con 76 727 vendite durante prima settimana, divenendo l'album di maggiore successo per Ronson nel paese. Nel Regno Unito l'album debuttò in vetta divenendo il primo album a raggiungere la numero uno dell'artista.

## Tracce
1. Uptown's First Finale (feat. Stevie Wonder & Andrew Wyatt) – 1:38
2. Summer Breaking (feat. Kevin Parker) – 3:07
3. Feel Right (feat. Mystikal) – 3:42
4. Uptown Funk (feat. Bruno Mars) – 4:29
5. I Can't Lose (feat. Keyone Starr) – 3:16
6. Daffodils (feat. Kevin Parker) – 4:58
7. Crack in the Pearl (feat. Andrew Wyatt) – 2:25
8. In Case of Fire (feat. Jeff Bhasker) – 4:33
9. Leaving Los Feliz (feat. Kevin Parker) – 4:18
10. Heavy and Rolling (feat. Andrew Wyatt) – 3:57
11. Crack in the Pearl, Pt. II (feat. Stevie Wonder & Jeff Bhasker) – 2:16

## Classifiche
| Classifica (2015) | Posizione più alta |
| ----------------- | ------------------ |
| Australia         | 2                  |
| Belgio (Fiandre)  | 12                 |
| Belgio (Vallonia) | 36                 |
| Danimarca         | 5                  |
| Finlandia         | 8                  |
| Irlanda           | 7                  |
| Italia            | 72                 |
| Paesi Bassi       | 5                  |
| Nuova Zelanda     | 10                 |
| Svezia            | 53                 |
| Svizzera          | 3                  |
| Regno Unito       | 1                  |
| Stati Uniti       | 5                  |